# Fettouma Ousliha-Bouamari
Fettouma Ousliha-Bouamari, née Fettouma Ousliha (en arabe : فطومة أوصليحة) à Alger, est une actrice, musicienne et chanteuse algérienne. Elle est l'épouse du réalisateur algérien Mohamed Bouamari,.

## Biographie
Fettouma Ousliha qui grandit à Alger, est fille de père docker, et de mère ouvrière. Adolescente pendant la guerre de libération nationale algérienne elle travaille comme dactylo pour aider ses parents.
En 1963, un an après l'indépendance de l'Algérie, elle se lance dans le théâtre, en commençant la scène dans des pièces joués en arabe dialectal au Théâtre national algérien : L'Oiseau vert, une adaptation de la pièce de Carlo Gozzi, ensuite dans Deux Pièces Cuisine de Abdelkader Safiri, puis Le Cercle de craie caucasien de Bertolt Brecht, L'Homme aux Sandales de Caoutchouc de Kateb Yacine, Le Sang des Justes et Le Revizor de Nicolas Gogol.
Elle commence au cinéma en jouant dans les films de son mari Mohamed Bouamari. Sa prestation dans le film Premier Pas (1980) lui a valu le prix d'Interprétation aux Journées cinématographiques de Carthage en 1980.
Depuis elle enchaine les rôles sur les deux rives de la Méditerranée à la télévision et au cinéma dont Munich (2005) de Steven Spielberg, L'Autre Côté de la mer (1997) de Dominique Cabrera, Barakat ! de Djamila Sahraoui, Sœurs (2020) de Yamina Benguigui.

## Théâtre
- L'Oiseau vert de Carlo Gozzi
- Deux Pièces Cuisine de Abdelkader Safiri
- Le Cercle de craie caucasien de Bertolt Brecht
- L'Homme aux Sandales de Caoutchouc de Kateb Yacine
- Le Sang des Justes
- Le Revizor de Nicolas Gogol
- 2003 : Les Mimosas d'Algérie de Richard Demarcy
- 2004 : Les Sacrifiées de Jean-Louis Martinelli

## Filmographie
- 1973 : Le Charbonnier de Mohamed Bouamari
- 1974 : L'Héritage de Mohamed Bouamari
- 1980 : Premier Pas de Mohamed Bouamari
- 1982 : Le Refus de Mohamed Bouama
- 1982 : L'Empire Des Rêves de Jean-Pierre Lledo : L'Actrice
- 1988 : (El Kalaa) La Citadelle de Mohamed Chouikh : Helima
- 1989 : Hassan Niya de Ghaouti Bendedouche
- 2001 : Change-moi ma vie de Liria Bégéja : Serveuse du bar 'Le Grillon'
- 2005 : Munich de Steven Spielberg : Aïda
- 2006 : Barakat ! de Djamila Sahraoui : Khadidja
- 2012 : La Baie d'Alger (téléfilm) de Merzak Allouache : Zoubida
- 2014 : Discount de Louis-Julien Petit : Madame Benhaoui
- 2020 : Sœurs de Yamina Benguigui : Leila